# Argyrargenta
Argyrargenta é um gênero de traça pertencente à família Arctiidae.